# Сепаратизм у Росії

Мапа Росії без республік та неліквідованих національних округів

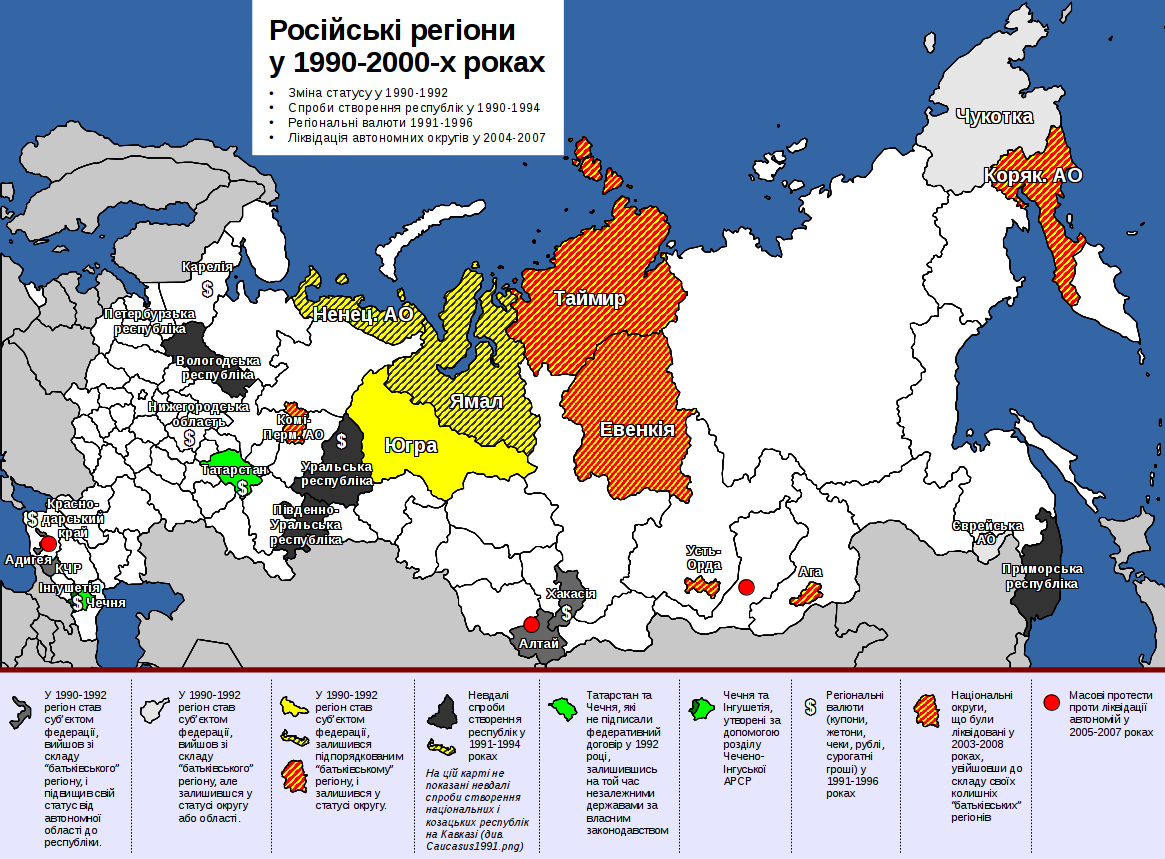
Проголошення республік у 1990-х роках у Росії

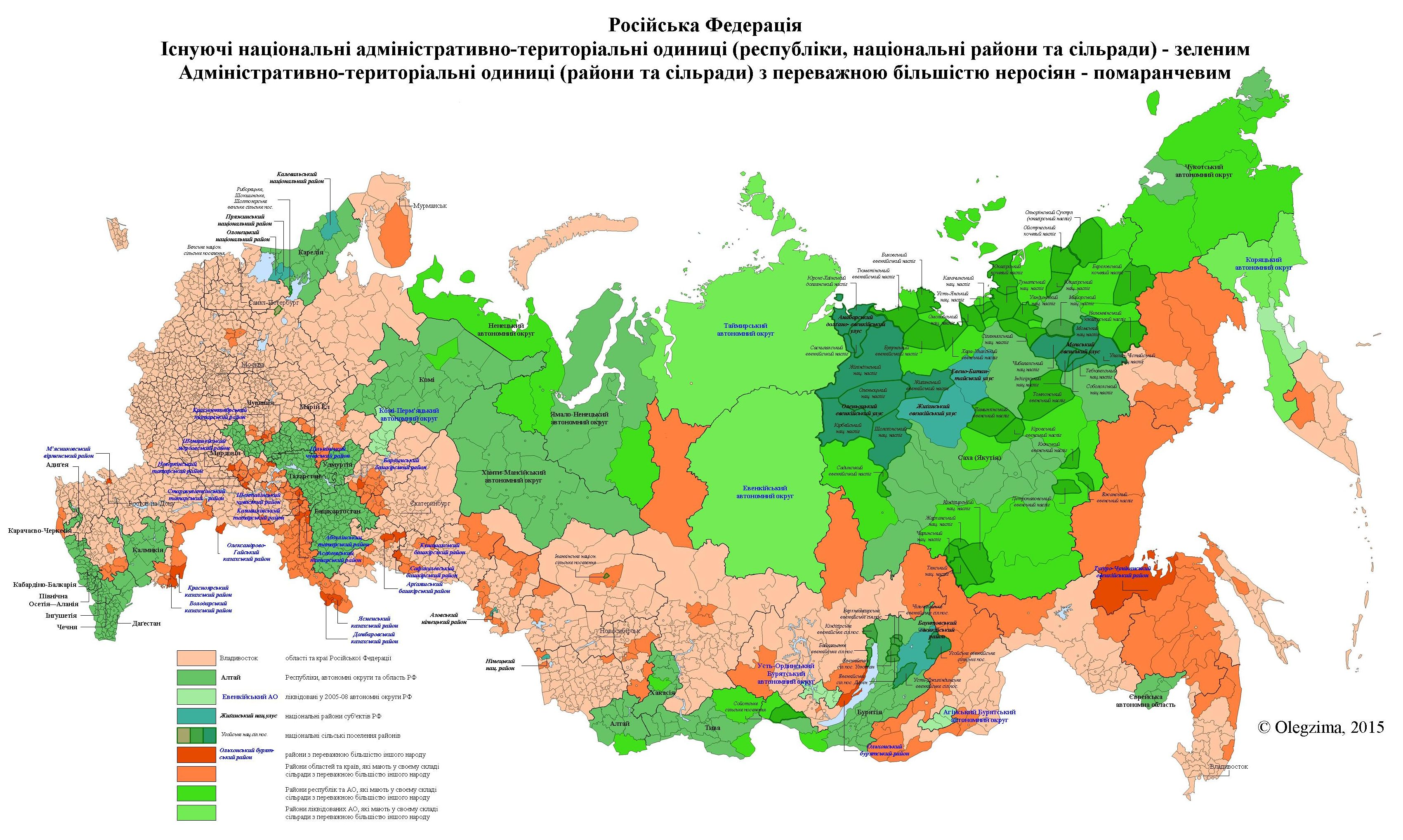
Національні автономії та розселення національних меншин в Росії

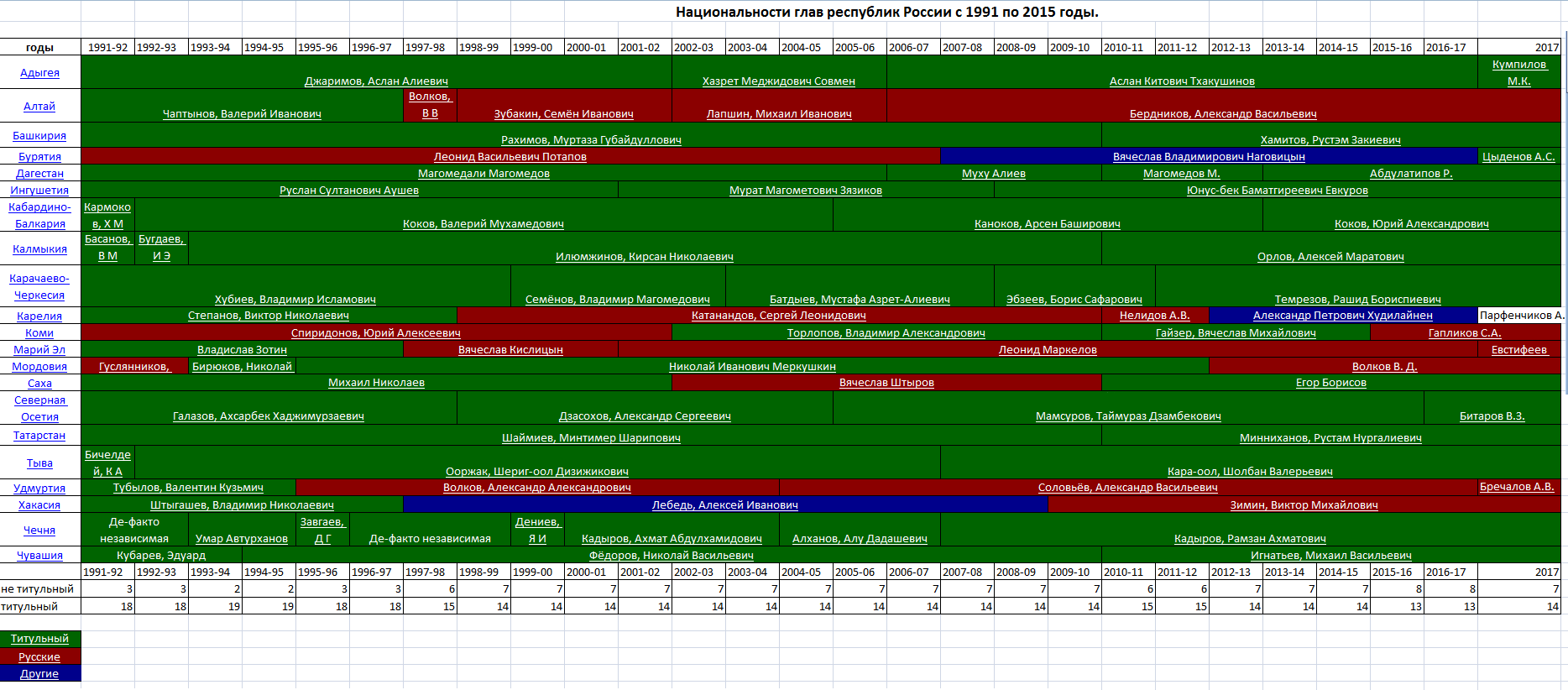
Національна приналежність глав республік Росії

Сепаратизм у Росії — явище природне як для постколоніальної держави. Воно викликане прагненням численних незадоволених етнічних і субетнічних груп, що живуть в межах історичної прабатьківщини та заявлених кордонів Російської Федерації, до незалежності або автономії з тих чи інших причин.

## Передумови
Після розвалу СРСР, в 1990-х роках, Російська Федерація, на думку багатьох політологів, сама була на межі розпаду . У той час на території Росії існувала де-факто незалежна держава — Чечня (Республіка Ічкерія), та із зброєю в руках захищала свою незалежність від Москви, а влади таких національних республік, як Татарстан (президент М. Ш. Шаймієв), Башкортостан (М. Г. Рахімов), Саха-Якутія (М. Є. Миколаїв) і деяких інших вели досить самостійну, амбітну політику, що фактично межує з сепаратизмом (прямо не висловлюючись, проте, про необхідність виходу своїх республік зі складу Росії). Частково така політика була спровокована заявою 6 серпня 1990 року главою Верховної Ради РРФСР Бориса Єльцина, який зробив у Уфі заяву: «беріть стільки суверенітету, скільки зможете проковтнути».
Головними центрами сепаратизму в Росії станом на 1999 рік були Чечня і Дагестан. За деякими даними, сепаратистські настрої присутні в Туві, Татарстані, Башкортостані, Саха (Якутії). Існує в Росії і сепаратизм деяких областей (регіонів), населених переважно росіянами. Всього в Росії виділяють від 31 до 75 точок етнотериторіального напруження. Разом з тим, деякими фахівцями наголошується, що, починаючи з 2000-х років, тенденції до сепаратизму в Росії поступово йдуть на спад, хоча його потенціал як і раніше залишається великим. Інші експерти, навпаки кажуть, що російський сепаратизм буде лише збільшуватися і набувати нових форм та масштабів. Протягом 1990—2010 р.р. сепаратизм та федералізм в РФ, зазнає посилення. Усі попередні і невизначена кількість нових формувань, осіб та груп знову заявляють у юридично-правовому полі про прагнення до незалежності від влади Москви, та про дотримання принципу права етнічних народів проживаючих в межах своєї прабатьківщини на самовизначення. Російські війни у пострадянському просторі, гібридна війна в Україні, анексія Криму, війна в Сирії, операції в Сомалі, та ін. територіях, тільки підсилили і підсилюють ці процеси.

## Карти

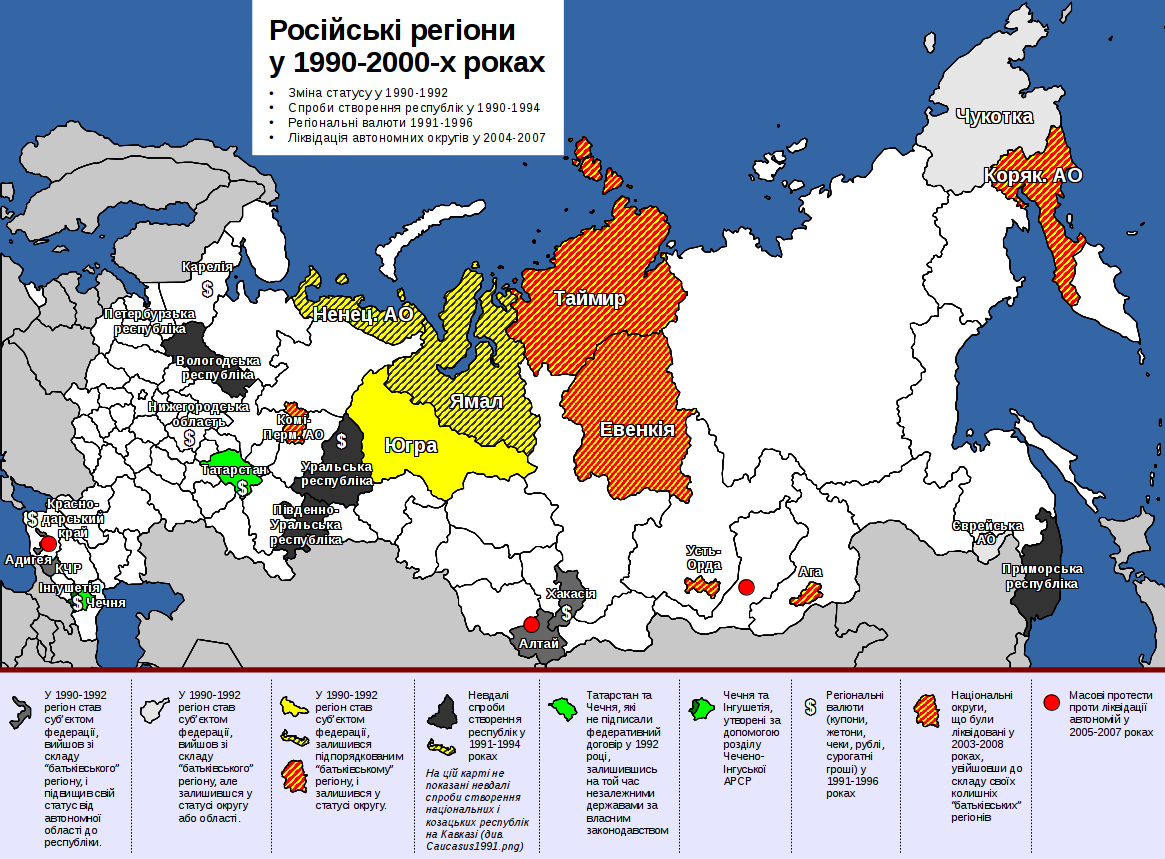
Проголошення республік у 1990-х роках у Росії
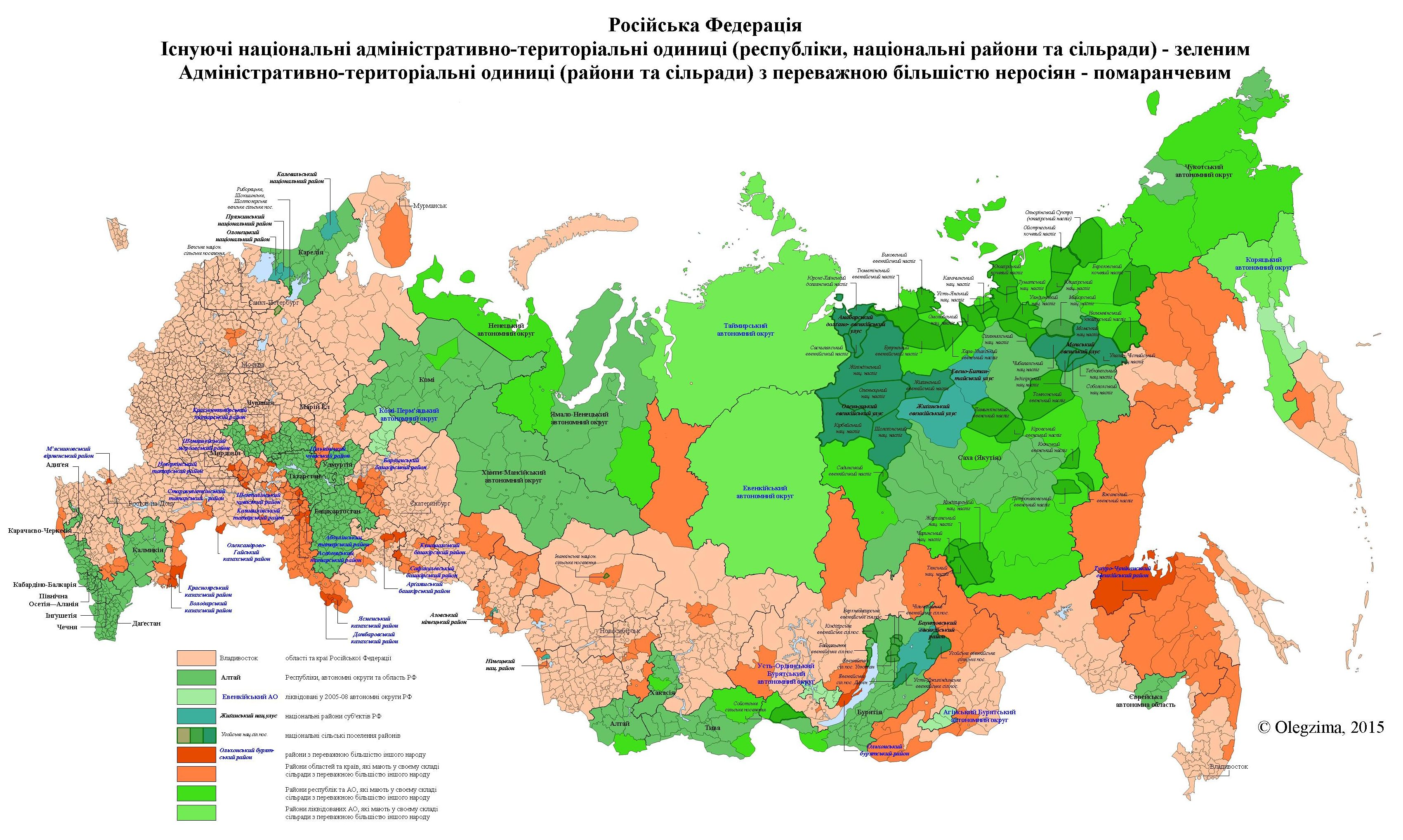
Національні автономії та розселення національних меншин в Росії

## Наслідкипараду суверенітетів
З серпня по жовтень 1990 року проходив «парад суверенітетів» автономних республік і автономних областей РРФСР. Більшість автономних республік проголошують себе радянськими соціалістичними республіками у складі РРФСР, СРСР. У спадок від параду суверенітетів Російській Федерації дісталися дві республіки, що бажали незалежності, але які вони силою подавили.

### Чеченський сепаратизм

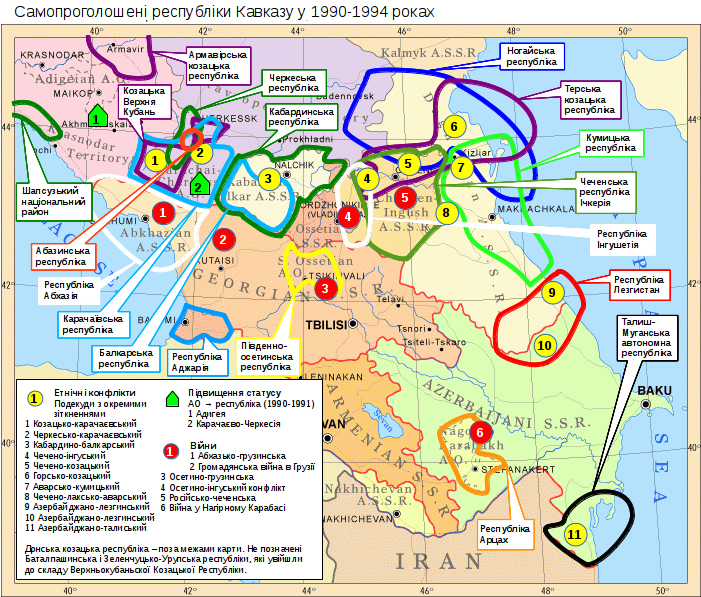
Самопроголошені республіки 1990-х на Кавказі

Чеченська Республіка Ічкерія — частково невизнана держава зі столицею в Грозному, що існувало після розпаду СРСР на частині території колишньої Чечено-Інгушської АССР (РРФСР) . Фактично ліквідовано російською армією навесні 2000 року в ході Другої чеченської війни.

### Якутський сепаратизм
За словами дослідника Валерія Яременка, «є дані про повстаннях якутів і ненців, проти яких в грудні 1942 р застосовувалася військова авіація. Зухвалі і вельми вдалі нальоти повсталих змусили владу створити спеціальний орган „оперативного керівництва“ по їх ліквідації».
Новий етап в історії Якутії розпочався 27 вересня 1990 року, коли при активній підтримці населення республіки була проголошена Декларація про державний суверенітет. У жовтні 1991 року був встановлена посада президента республіки.
Серед якутів розвиваються національні неоязичницькі вірування. У 1993 році заснована організація Кут-Сюр (учение Айыы), що вважають якутів «обраним народом», які зберегли істинну, початкову віру. Свого часу вчення Айии було введено Міністерством освіти Якутії в плани навчання середніх, середніх спеціальних і вищих навчальних закладів.
Якщо у 1989 році якути складали 33 % населення республіки Саха, то у 2012 р. через відтік росіян їх доля виросла до 50 %.
Якутія є регіоном надзвичайно важливим для Російської Федерації з погляду геополітики. Російський пропагандист Олександр Дугін у своєму опусі «Основи геополітики» пише: «Якутія має таке стратегічне місцезнаходження, яке дає всі передумови для перетворення на самостійний регіон, незалежний від Москви. Це забезпечується і протяжною береговою лінією, і меридіональною структурою територій республіки, та її технічною відірваністю від інших сибірських регіонів. За певного збігу обставин, саме Якутія може стати основною базою атлантистської стратегії, вирушаючи від якої таласократія реструктурує тихоокеанський берег Євразії і спробує перетворити його на класичний rimland, підконтрольний „морській могутності“. Підвищена увага атлантистів до тихоокеанського ареалу і вкрай показове виділення Макіндером Lenaland в особливу категорію, а потім включення цієї території до зони rimland, у картах атлантистів Спікмена та Кірка свідчить про те, що при першому випадку слабко пов'язаний з центром регіон антиконтинентальні сили спробують вивести з-під євразійського контролю». При цьому Дугін звертає увагу на наявність у Якутії хоч і штучної, але таки зафіксованої традиції політичного сепаратизму.

### Татарстан(Татарськийсепаратизм)
30 серпня 1990 року Верховна Рада Татарської АРСР прийняла Декларацію про державний суверенітет Республіки Татарстан. У декларації, на відміну від деяких союзних і майже всіх інших автономних російських (крім Чечено-Інгушетії) республік, не було вказано знаходження республіки ні в складі РРФСР, ні СРСР і було оголошено, що як суверенна держава і суб'єкт міжнародного права вона укладає договори і союзи з Росією та іншими державами. В ході масового обвалу СРСР і пізніше Татарстан з таким же формулюванням прийняв декларації та постанови про акт про незалежність і входження в СНД, провів референдум, прийняв конституцію.
18 жовтня 1991 року була прийнята Постанова Верховної Ради про акт про державну незалежність Татарстану.
Восени 1991 року, при підготовці до підписання 9 грудня 1991 року Договору про створення ССГ як конфедеративного союзу, Татарстан знову оголосив про бажання самостійного набрання ССГ.
26 грудня 1991 року, у зв'язку з біловезькими угодами про неможливість установи ССД і утворенням СНД, було прийнято Декларацію про входження Татарстану в СНД на правах засновника.
21 березня 1992 року в Татарстані пройшов референдум про статус Республіки Татарстан. На питання: «Чи згодні Ви, що Республіка Татарстан — суверенна держава, суб'єкт міжнародного права, яке будує свої відносини з Російською Федерацією та іншими республіками, державами на основі рівноправних договорів?» Проголосувало позитивно більше половини громадян республіки (61,4 %), що взяли участь у голосуванні .
Однак, до цього Постановою Конституційного суду Російської Федерації від 13 березня 1992 року № 3-П були визнані не відповідними Конституції РРФСР — Російської Федерації 1978 ряд положень Декларації про державний суверенітет Татарської РСР від 30 серпня 1990 року, що обмежують дію законів Російської Федерації на території Республіки Татарстан, а також постанову Верховної Ради Республіки Татарстан від 21 лютого 1992 року «про проведення референдуму Республіки Татарстан з питання про державний статус Республіки Татарстан» в частині формулювання питання, що передбачає, що Республіка Татарстан є суб'єктом міжнародного права і будує свої відносини з Російською Федерацією та іншими республіками, державами на основі рівноправних договорів .
31 березня 1992 року Татарстан відмовляється підписати Федеративний договір. У квітні 1992 року між органами влади Російської Федерації і Татарстану пройшли перші переговори про приєднання Республіки Татарстан до федеративного договору. Вони проходять протягом 1992—1993 років, але завішаються безрезультатно.
22 травня була прийнята Постанова Верховної Ради про статус Татарстану як суверенної держави.
30 листопада 1992 року вводиться нова Конституція Республіки Татарстан, що оголошує його суверенною державою.
У грудні 1993 року в Татарстані оголошений бойкот всеросійського голосування 12 грудня 1993 року за проєктом нової Конституції Росії. Голосування за проєктом конституції Росії в Татарстані було визнано, що не відбувся, оскільки в ньому взяло участь менше 15 % виборців. Більшість з них (74,84 %) проголосувало за прийняття Конституції Російської Федерації, визначальною Татарстан як суб'єкт Російської Федерації ..
В укладеному 15 лютого 1994 року Договорі про взаємне Делегування повноважень з Російською Федерацією Татарстан оголошувався об'єднаним з Росією асоційованою державою з конфедеративним статусом.
Татарський сепаратизм 90-х і 2000-х років ґрунтувався, в тому числі, на обвинуваченні росіян в облозі Казані і підкріплювався гаслами «Я пам'ятаю 1552» і «Голокост татарського народу — 1552!», серед плакатів, піднятих мітингувальниками, були «Я пам'ятаю 1552», «Голокост татарського народу — 1552!»… і тому подібні"., татарські націоналісти відзначають неофіційний «День пам'яті захисників Казані» щорічно , вважаючи Казанське ханство мирним, а Московське князівство агресивним утвореннями. До 2012 року з'являлися пропозиції про відділення від Росії, вимоги «Кайся, Русь!» І подібні .
19 квітня 2002 року Держрада Татарстану прийняла нову редакцію Конституції республіки, наведену у відповідність з Конституцією РФ.

## Уральська Республіка
Уральська Республіка [недоступне посилання з травня 2019] — передбачений Конституцією Російської Федерації суб'єкт Російської Федерації, фактично існував з 1 липня 1993 року по 9 листопада 1993 в межах сучасної Свердловської області. Республіка була перетворена з Свердловської області з метою підвищення її статусу в складі Російської Федерації та придбання більшої економічної та законодавчої самостійності. Припинила своє існування після видання Указу Президента Російської Федерації про розпуск Свердловської Облради, а потім — про відсторонення від посади голови адміністрації Едуарда Росселя. Тим не менш, факт того, що більш ніж 70 % жителів Свердловської області проголосували на референдумі за автономію, лишається фактом, який порушив Кремль.

## Етнічні українські й білоруські землі
Відомо, що ще сто років тому в Росії були величезні території, де українці або білоруси становили більшість, і це підтверджено імперськими і ранніми радянськими переписами населення.
Зокрема, наприкінці 2004-го невеличке містечко Злинка несподівано потрапило в центр політичного скандалу. Деякі російські впливові видання оприлюднили інформацію про те, що голова Злинківського району Брянщини Микола Зівако збирається приєднати свій район до складу України. Також дехто з мешканців району хотів приєднання до Білорусі. Дуже скоро ця інформація була спростована, але Миколі Зівакові ця публікація коштувала посади районного голови.

## Іредентизм
У Росії проживають багато народів родинних або ідентичних титульним етносам сусідніх країн. У деяких регіонах Росії і сусідніх країнах висловлюються іредентичні ідеї про возз'єднання розділених народів.
У Бурятії та двох бурятських автономних округах висловлюються ідеї входження до складу Монголії в рамках ідеї панмонголізму.
У Казахстані в націоналістичних колах доволі часто звучать вимоги щодо повернення Оренбургу колишньої столиці Казахської РСР 1920 року й південної частини сучасної Омської області.
У Фінляндії та Карелії серед частини населення популярними є ідеї об'єднання цих двох країн в одну.

## Сибір

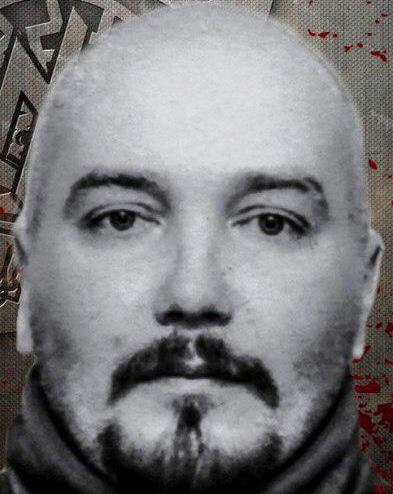
Борис Русаков, один з лідерів сибірських самостійників, воював у лавах полку «Азов» на Донбасі, загинув у 2015 році

На думку американського журналіста Джошуа Кучера, який відвідав Сибір і Далекий Схід у 2009 році і що зустрівся з місцевими сепаратистами (організацією з 30 осіб), Сибіру необхідна незалежність, так як цей регіон унікальний в географічному, економічному і культурному плані. Сибір більше торгує з Азією, ніж з європейською частиною Росії, а доходи від торгівлі ресурсами осідають в Москві .
У липні 2013 року представниками Громадської палати Новосибірської області та засновники громадського об'єднання «Сибірська національно-культурна автономія» Олександр Бакаєв та Євген Митрофанов у відкритому листі повпред президента в Сибіру Віктору Толоконський попросили його «ініціювати на рівні вищого керівництва країни процес об'єднання сибірських регіонів у макрорегіон Сибір з підвищенням податкових, управлінських і законодавчих повноважень суб'єктів Федерації». На думку Бакаєва та Митрофанова, максимальна централізація розподілу податкової бази між регіонами та федеральним центром перешкоджає розвитку Сибіру. Наприклад, в Томській області в 2012 році з 130 мільярдів рублів зібраних податків до бюджету РФ пішло 92 мільярди, а назад регіон отримав лише 10,3 мільярдів.
У серпні 2014 року, сибірські активісти, підігріті підтримкою РФ так званих ДНР та ЛНР, оголосили про проведення Маршу за федералізацію Сибіру в Новосибірську . Влада Росії швидко відреагувала і заблокувала спільноти зустрічі, які швидко набували популярності серед сибіряків, обурених несправедливим розподілом ресурсів та доходів між Сибіром і Кремлем . Влада РФ одразу ж попередила усі ресурси, які розповсюджували інформацію про цей Марш, зокрема й українські ЗМІ .

## Балтійська республіканська партія(Калінінградська область)
У Калінінграді неодноразово відбувалися акції та демонстрації активістів, які виступають за Прусську республіку. Лідерів руху неодноразово переслідували, а головну спільноту руху «Республіка Кенінсберг» активістам довелося закрити та зачистити від інформації.

## Республіка Карелія
Ініціатор проведення референдуму про приєднання прикордонних районів Республіки Карелії до Фінляндії підприємець В'ячеслав Дрезнер був звинувачений російським судом в екстремістській діяльності і засуджений до штрафу — 100 тисяч рублів.  По містах і селах поширювалися листівки із закликами про проведення референдуму про відокремлення від Росії 
Передісторію можна вивчити в статті Північнокарельська держава.

## Кавказький ісламістський сепаратизм
Сепаратистський рух на Кавказі діє під прапором організації Кавказький емірат, в який входять:
- Джамаат Шаріат, Дербентський джамаат (Дагестанський сепаратизм)
- Джамаат Галгайче (Інгушский сепаратизм)
- Джамаат «Катаїб аль-Хоул» (Осетинський сепаратизм)
- Джамаат «Ярмук» (Кабардинський сепаратизм, Балкарский сепаратизм)
- Карачаївський джамаат (Карачаївський сепаратизм, Черкеський сепаратизм)

Також раніше були відзначені такі осередки сепаратизму:
- Лезгістан (Лезгинський сепаратизм)
- Кадарська зона

## Кримінальне переслідування
У грудні 2013 року Держдума прийняла законопроєкт КПРФ про введення кримінальної відповідальності за публічні заклики до розділення Росії. Покарання за порушення закону — штраф у розмірі до 300 тисяч рублів, обов'язкові роботи на строк до 300 годин, або позбавлення волі на строк до трьох років або п'яти років (якщо заклики здійснювалися з використанням інтернету).

### Юридичні аспекти
У 2024 році в різних регіонах при губернаторах почали створюватися «штаби щодо запобігання загрозам виникнення та поширення сепаратизму, націоналізму, масових заворушень та скоєння злочинів екстремістської спрямованості». Відомо про три випадки — в Республіці Бурятія, у Воронезькій та Орловській областях.

## Геополітичний коридор
У Росії три важливих коридору: Оренбурзький, Кудимкарський і Бодайбинський. При гіпотетичному розпаді РФ територія поза республік може утворити три держави: Росія (Європейська), Сибірська республіка, Далекосхідна республіка.

## Карти

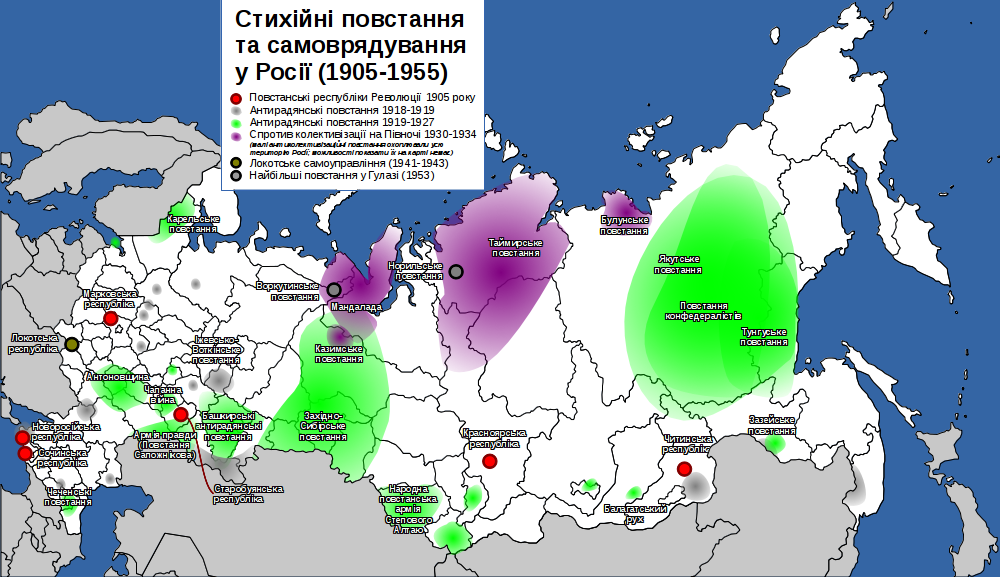
Повстанські республіки 1905 року
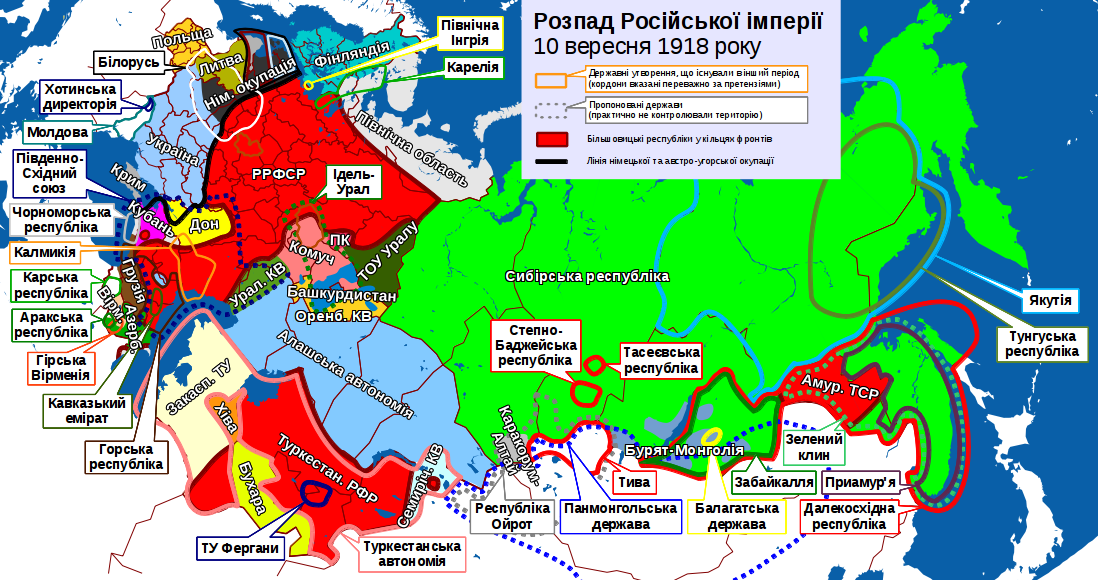
Розпад Російської імперії у 1918 році
Республіки і автономні округи РФ, в яких росіяни є меншістю (2010)